# Escoubès
Escoubès ist eine französische Gemeinde mit 424 Einwohnern (Stand 1. Januar 2022) im Département Pyrénées-Atlantiques in der Region Nouvelle-Aquitaine (vor 2016: Aquitanien). Die Gemeinde gehört zum Arrondissement Pau und zum Kanton Pays de Morlaàs et du Montanérès.
Die Einwohner werden Escoubésiens und Escoubésiennes genannt.

## Geographie
Escoubès liegt in der historischen Provinz Béarn ca. 25 km nördlich von Pau.
Umgeben wird der Ort von den Nachbargemeinden:
|          | Sévignacq                                   | Coslédaà-Lube-Boast |
| Barinque | Kompassrose, die auf Nachbargemeinden zeigt | Monassut-Audiracq   |
|          | Riupeyrous                                  |                     |

Escoubès liegt im Einzugsgebiet des Flusses Adour. Einer seiner Nebenflüsse, der Gabas, durchquert das Gebiet der Gemeinde zusammen mit einem seiner Zuflüssen, dem Ruisseau Labésiau. Ein Zufluss des Petit Lées, der Lasset, fließt an der östlichen Grenze zur Nachbargemeinde Monassut-Audiracq entlang. Ein Nebenfluss des Lasset, der Arriou du Barou, entspringt auf dem Gemeindegebiet.

## Geschichte
Escoubès wird durchquert von einer ehemaligen Römerstraße und von einer ehemaligen Straße der Wanderweidewirtschaft von Aire-sur-l’Adour nach Lourdes.
In der Volkszählung von 1385 wurden in Escobee 19 Haushalte gezählt und die Zugehörigkeit des Dorfes zur Bailliage von Pau festgehalten.
Weitere Toponyme und Erwähnungen von Escoubès waren in der Folge
- Escobes (1402, Volkszählung im Béarn) und
- Scobees, Scobes und Escoubées (1535, 1538 bzw. 1683, Manuskriptsammlung des 16. bis 18. Jahrhunderts).[3]

Auf der Karte von Cassini 1750 ist die Gemeinde als Escubez eingetragen und wurde während der Französischen Revolution 1793 unter Escoubes geführt. Seit der Zeit des Französischen Konsulats wird die Gemeinde unter Escoubés und schließlich unter ihrem heutigen Namen verwaltet.
2001 hat die Gemeinde den Preis im Wettbewerb der blumengeschmückten Städte und Ortschaften in der Kategorie der Gemeinden unter 500 Einwohnern gewonnen.

### Einwohnerentwicklung
Nach Höchstständen der Einwohnerzahl im 19. Jahrhundert mit über 400 Einwohnern unterschritt die Zahl von 200 in den 1950er und 1970er Jahren, bevor wieder ein stetiges Wachstum einsetzte.
| Jahr      | 1962 | 1968 | 1975 | 1982 | 1990 | 1999 | 2006 | 2009 | 2022 |
| --------- | ---- | ---- | ---- | ---- | ---- | ---- | ---- | ---- | ---- |
| Einwohner | 227  | 193  | 186  | 222  | 226  | 231  | 291  | 320  | 424  |

## Sehenswürdigkeiten

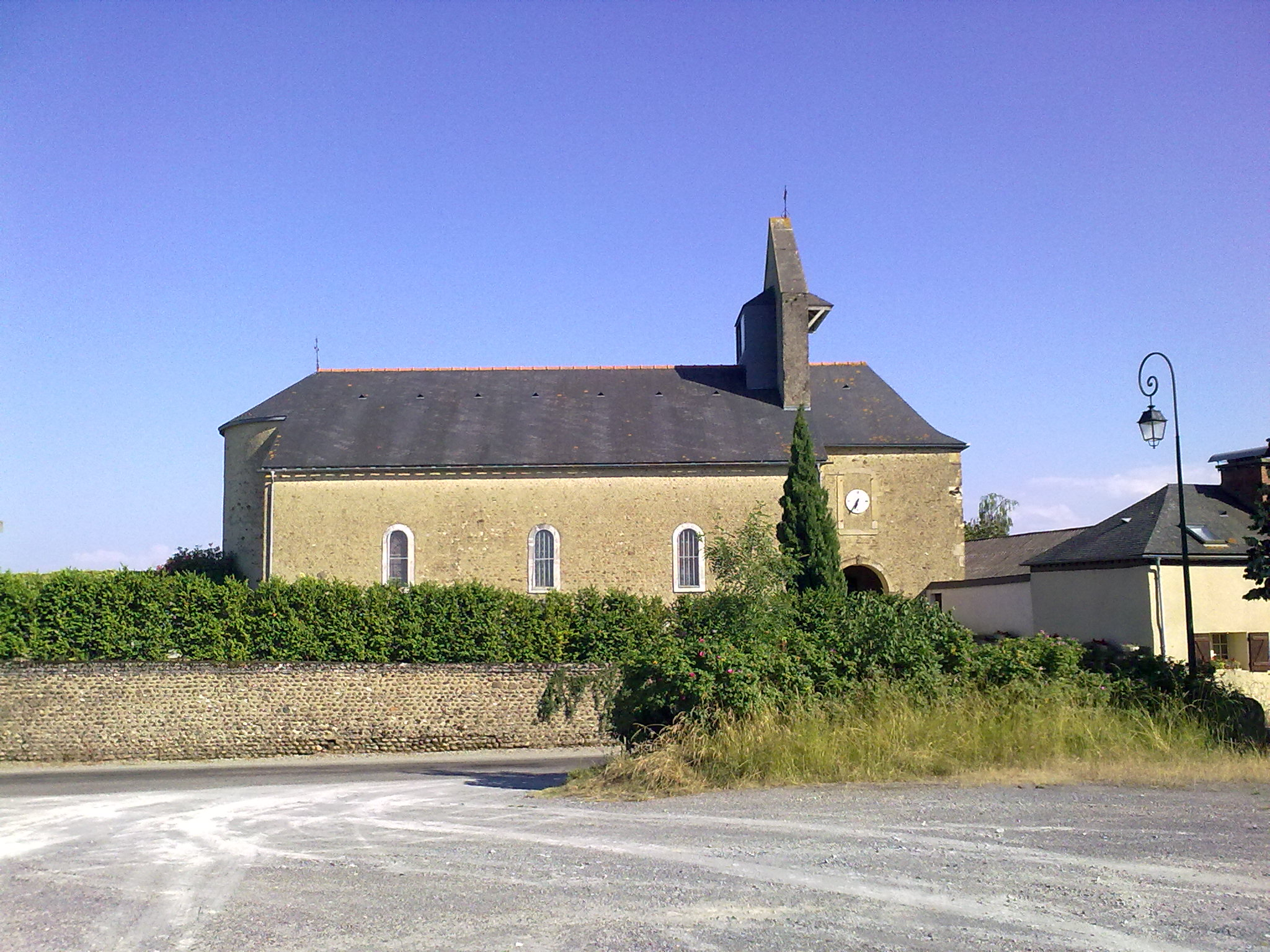
Pfarrkirche Saint-Germain-d’Auxerre von Escoubès

### Pfarrkirche
Die Germanus von Auxerre gewidmete Kirche ist wahrscheinlich im 12. Jahrhundert erbaut, da die Struktur des Langhauses und der Apsis eine romanische Bauweise vermitteln. Der Eingang und das nördliche Seitenschiff stammen wahrscheinlich aus dem 16. Jahrhundert, während der Glockenturm als Eingangsvorbau um 1775 errichtet wurde, wie eine Inschrift über der Tür belegt. Das südliche Seitenschiff wurde nach 1833 angefügt. Das Projekt einer vollständigen Restaurierung wurde 1903 verworfen.
Der Altaraufsatz ist am Ende des 17. oder zu Beginn des 18. Jahrhunderts geschaffen worden. Er stammt aus der Kirche von Esquiule, die gegen Ende des 19. Jahrhunderts abgerissen wurde. Vielleicht aus diesem Grund unterscheidet er sich von anderen in der nordöstlichen Region des Béarns. Sein Korpus hat in der Mitte eine Nische mit einer Statue, eingerahmt von gewundenen Säulen, sogenannten Schlangensäulen und ist mit einer architektonisch gestalteten Bekrönung nach oben abgeschlossen. Zu beiden Seiten sind Flügel schiefwinklig angeordnet, deren äußere Seiten mit einer Schlangensäule und weiter außen mit einem vergoldeten Flügelstück ausklingen. Die Säulen sind mit Ornamenten wie Weinranken, Vogelschwingen und Cheruben bedeckt.
Ein Glasfenster ist das Werk der Glasmalerei Mauméjean aus Pau aus dem Jahre 1875 und zeigt eine biblische Szene mit dem Erzengel Michael, der den Teufel besiegt. Zwei Glasfenster in je einem Seitenschiff stammen vom Glasmaler Joseph Faure aus Gaillac. Die in der ersten Hälfte des 20. Jahrhunderts entstandenen Werke zeigen die Verkündigung des Herrn und die Ausbildung der Jungfrau.
An den Wänden im Kircheninnern befinden sich drei Statuetten, die Johanna von Orléans, Antonius von Padua und Therese von Lisieux darstellen. Johanna von Orléans ist in einer Rüstung gekleidet, um daran zu erinnern, dass sie die französischen Truppen erfolgreich gegen die englischen Gegner im Hundertjährigen Krieg geführt hat. Sie trägt außerdem eine blaue Tunika, ähnlich wie bei Statuen oder Bildern von Maria, der Mutter Jesu, um daran zu erinnern, dass sie zu den drei heiligen Schutzpatroninnen Frankreichs gehört. Die Figur des Antonius von Padua trägt dagegen die kärgliche Mönchskutte aus braunem Wollstoff eines Franziskaners, zugebunden mit einer Schnur mit drei Knoten. In diesem Motiv unterstützt er die Erscheinung des Jesuskinds, das er über einem offenen Buch hält. Die Figur der Therese von Lisieux ist in der Ordenstracht der Karmelitinnen gekleidet. Sie trägt ein von Rosen umgebenes Kruzifix, ein Hinweis auf ihre Worte, dass sie nach ihrem Tod Rosen regnen lasse.
Die Kanzel der Kirche, zwischen 1750 und 1780 erschaffen, ist schwebend an die Wand zum Seitenschiff gelehnt, in das ihre Kanzeltreppe führt. Sie besteht aus Holzpaneelen mit vergoldeten Reliefs aus imitiertem Holz, die Evangelisten auf dem Kanzelkorb, der gute Hirte auf dem Wandpaneel und eine Taube als Zeichen des Heiligen Geistes und ein Engel unter dem Kanzeldeckel zeigen. Ornamente sind auch reichlich vorhanden in Form von Godronierung, Voluten und Blattwerk.
Das Weihwasserbecken ist eine kleine Wanne für das Weihwasser, mit dem sich die Gläubigen beim Betreten und Verlassen der Kirche bekreuzigen. Es ist um 1850 entstanden und besteht aus einem Becken aus weißem Marmor und einem Fuß aus schwarzem Marmor.

### Motte von Berdolou
Die Gemeinde besitzt einen der bedeutendsten Erdhügel, auf dem sich im Mittelalter eine Burg befand. Die Erdaufschüttung mit einem Durchmesser von 25 m liegt auf einem Felsvorsprung an dem Zusammenfluss des Gabas mit einem seiner Nebenflüsse. Erdaufschüttungen flussauf- und flussabwärts weisen auf einen Ringwall hin, der vor dem Mittelalter entstanden ist.

### Denkmal zu Ehren der gefallenen Soldaten
Das Besondere an diesem Denkmal in Escoubès ist, dass anstelle von Namen der im Ersten Weltkrieg gefallenen Soldaten wie bei den meisten anderen Gemeinden hier 17 Porträts mit Namen auf Kreisen aus weißem Porzellan auf einem hölzernen Gestell angebracht sind.

## Wirtschaft und Infrastruktur
Die Wirtschaft der Gemeinde wird in erster Linie von Landwirtschaft, Handel und Dienstleistungen bestimmt.

### Bildung
Die Gemeinde verfügt über eine öffentliche Grundschule mit 42 Kindern im Schuljahr 2016/2017.

### Verkehr
Escoubès ist erreichbar über die Routes départementales 42, 43, 222 und 228.